# Uma Abelha na Chuva
Uma Abelha na Chuva (deutsch „Eine Biene im Regen“) ist ein Schwarzweißfilm des Regisseurs Fernando Lopes aus dem Jahr 1972. Er ist die Verfilmung des gleichnamigen neorealistischen Romans von Carlos de Oliveira aus dem Jahr 1953 und zählt zu den Hauptwerken des neuen portugiesischen Films, zum Novo Cinema.

## Handlung
Die von Eifersucht, Einsamkeit und Demütigungen geprägte Ehe eines Paars der Landbourgeoisie in ihrem Herrenhaus steht im Mittelpunkt des Films. Es werden die teils mühsam unterdrückten und teils dramatisch ausbrechenden Verstrickungen von Gefühlen, Abhängigkeiten und einer untergehenden, alten Hierarchie gezeigt, anhand des Paars, aber auch deren Untergebenen. Weniger eine erzählte Geschichte mit Spannungsbogen, ist der Film eher eine stetig tiefer gehende, immer mehr Details preisgebende Situationsbeschreibung.

## Rezeption
Der Film entstand in Zusammenarbeit des Regisseurs mit dem Autor und bedient sich der neorealistischen Vorlage nur inhaltlich und nicht wortgetreu und umfassend. Der Film selbst ist auch kein neorealistisches Werk. Seine Filmsprache ist im Gegenteil geprägt von Abstraktion. So werden Szenen gezeigt, die stumm bleiben oder von einem fremden Ton begleitet werden, es werden Szenen mit unterschiedlichen Tönen wiederholt oder sie enden in Standbildern. Der Zuschauer erkennt aus dem Zusammenspiel der Bilder mit den Tönen, die mal die innere Gefühlswelt und mal die äußeren Geschehnisse vermitteln, nach und nach die Gründe und das Wesen der Konflikte. Die langen, beobachtenden Einstellungen lassen Raum zur Reflexion. Sie lassen die Bilder zur vollen Geltung kommen und erlauben dem Beobachter, die Personen und ihre Handlungen besser zu verstehen. Die Ästhetik der eindringlichen Bilder und Einstellungen orientiert sich an Poesie und Malerei.
Die Stimmung des Films ist gedrückt, bei aller Ruhe und gefassten Schicksalsergebenheit der Personen kommt es dabei immer wieder zu Ausbrüchen von verbaler und körperlicher Gewalt, teils dramatisch. Der Film zeigt zum einen den vergangenen Lebensstil des Herrenhauses und die sie umgebende Armut der Arbeitenden, zum anderen die dekadente Aristokratie und ihr Unvermögen, sich aus ihren überkommenen Hierarchien zu lösen und zu einem menschlichen Miteinander zu finden. Die Filmkritik erkannte hier eine Kritik am Portugal des repressiven Estado Novo-Regimes, das sich einer neuen, menschlicheren Gesellschaft verschließt und an überkommenen Verhältnissen festhält. Die hereinbrechende Moderne nur mühsam im Zaum haltend und in Kolonialkrieg und eigener Geschichtspropaganda gefangen, kann das repressiv regierte Portugal seine althergebrachten äußeren Regeln und die inneren Gefühlswelten und aktuellen Bedürfnisse nicht in Einklang bringen. Der Schnitt, die genau gezeichneten Konturen der Schwarzweiß-Bilder und der pointierte Ton wurden von der Kritik als die Mittel dieses Films genannt, diese Zusammenhänge trotz der Zensur eindringlich zu vermitteln. Hervorgehoben wurden dabei auch die schauspielerischen Leistungen der beiden Hauptdarsteller, Laura Soveral und João Guedes, die auch die Problematik der unzulänglichen zwischenmenschlichen Kommunikation und ihre Folgen anschaulich darstellen.
Der Film gilt bis heute als ein außergewöhnlich gelungenes Beispiel der Filmkunst in Portugal.